# Antonio Papell
Antonio Papell (Palma de Mallorca, 1947) es un ingeniero y escritor español. Ha obtenido el Premio ABC de Sevilla en el año 1986 y FIES de Periodismo 2003.

## Biografía
Antonio Papell Cervera nació en Mallorca, donde su padre, ampurdanés, catedrático de instituto de Lengua y Literatura Españolas, había sido confinado tras la guerra civil española. Cursó sus estudios primarios y el Bachillerato en el Colegio La Salle de Palma. Completó la carrera de profesor de piano por el Real Conservatorio Superior de Valencia en 1964. En 1966 se trasladó a Madrid para estudiar en la Universidad Politécnica la carrera de ingeniería de Caminos, Canales y Puertos, que concluyó en 1971 y que apenas ejerció unos años, en España y Brasil. En 1977 ingresó por oposición en el Cuerpo de Ingenieros de Caminos, Canales y Puertos del Estado.
Durante la Transición fue director general de Difusión Cultural en el Ministerio de Cultura con Pío Cabanillas y vocal asesor de Joaquín Garrigues Walker, Josep Meliá y Adolfo Suárez. Ha sido durante más de veinte años director de publicaciones de la Agencia Española de Cooperación Internacional y Desarrollo, (AECID), dependiente del Ministerio de Asuntos Exteriores, donde dirigió Ediciones de Cultura Hispánica y editó "Cuadernos Hispanoamericanos". Entre 2012 y 2020 ha sido director de la Revista de Obras Públicas, editada por el Colegio de Ingenieros de Caminos, Canales y Puertos; es patrono de la Fundación Caminos, de la que también es Asesor.
. Desde 2015 codirige el Foro  Global de Ingeniería y Obra Pública, celebrado en Santander y organizado por la Universidad Internacional Menéndez Pelayo y por la Fundación de Ingenieros de Caminos. 

## Actividad periodística
Escribió sus primeros artículos periodísticos en el Diario de Mallorca en los años setenta y, a partir de 1980, estableció una columna diaria a través de la Agencia Colpisa, entonces dirigida por Manu Leguineche. Entre los años ochenta y noventa del pasado siglo colaboró, entre otros diarios, en Informaciones, Diario de Barcelona, ABC y El País. Sus artículos siempre fueron de análisis político, especialmente sobre la realidad española. Entre 1980 y 1989, con Pedro J. Ramírez al frente de Diario 16, fue editorialista y jefe de colaboraciones del periódico. También trabajó como editorialista y articulista en La Vanguardia durante el periodo en el que estuvo al frente del rotativo Horacio Sáenz Guerrero. En 1989 se incorporó al Grupo Correo (después Vocento) como adjunto a la dirección del diario Ya, recién adquirido por aquel, y desde 1991 ha sido  miembro del consejo editorial, editorialista y articulista de dicho grupo Vocento. Desde 2000 hasta 2009 fue director adjunto de la revista de pensamiento El Noticiero de las Ideas, editada por la Fundación Vocento, bajo la dirección de Fernando García de Cortázar.
Ha participado y sigue participando en diversas tertulias radiofónicas y televisivas. Entre estas últimas, se mantiene en "La noche" de 24 horas (RTVE), dirigida por Xabi Fortes.
Actualmente es colaborador y editorialista del Grupo Prensa Ibérica.
Dirige y escribe semanalmente el diario digital Analytiks, un diario progresista y centrado en el análisis de la actualidad.
Sus libros de análisis político han sido, en gran parte, consecuencia de su actividad periodística. A través de ellos se pueden seguir los principales debates ideológicos y políticos que se han ido suscitando en la sociedad española, desde la transición pacífica a la democracia hasta la primera legislatura del presidente Zapatero. Los principios de la crítica política de Papell se enmarcan dentro del campo ideológico del centro-izquierda.
En 2012 publicó El futuro de la socialdemocracia, editado por FOCA (Akal). En 2016 dio a la imprenta “Elogio de la Transición”, también en FOCA. Actualmente está en prensa en Ed. Almuzara un ensayo titulado provisionalmente “La Corona y los partidos”.
Dirige la Colección Ingenieros Empresarios para la Historia, de la que se han publicado dos volúmenes, obra también de Antonio Papell.

## Actividad literaria
Aunque de manera intermitente, Papell ha ido compaginando su actividad periodística con su vertiente como creador literario, de la que dan muestra, hasta el presente, cuatro novelas.
La primera de ellas, Memoria de aparecidos, trata del proceso mismo de creación de una novela: dos narradores, uno externo y otro en primera persona nos relatan cómo se va gestando una novela, ambientada en la guerra civil española. Poco a poco, el fruto de esa novela se va integrando en la narración hasta el punto de que, al final, se entremezclan los destinos tanto del narrador como del protagonista de su creación novelesca.
Guerra Galana, su segunda novela, también se enmarca en la guerra civil española a través de las sensaciones del protagonista, que se esconde para no contribuir a la guerra fratricida.
La ira del perdedor es una narración en primera persona en la que protagonista va recordando desde la cárcel la peripecia vital que le ha llevado a ese estado. Sus recuerdos alternan entre varios tiempos históricos que van desde la brutalidad del estallido en su aldea de la guerra civil hasta el acto de venganza final, ya en las postrimerías del franquismo, hecho que explica la situación desde la que escribe su relato.
El sol sobre la nieve abandona el ambiente de la guerra civil para centrarse en la crítica a un grupo social (el de las clases urbanas privilegiadas en los primeros años del siglo XXI) a la vez que en la indagación en la conciencia de sus personajes: sus deseos y sus aspiraciones, pero también sus fracasos y sus derrotas.
Algunos elementos comunes se encuentran en todas las creaciones novelescas de Papell: En cuanto al estilo, destaca el cuidado del lenguaje y el gusto por las expresiones y frases cultas y expresivas. Y en cuanto a las historias narradas, el tono moralizador de las mismas y cierto pesimismo sobre la condición humana, que lleva a sus héroes a la marginación cuando no a la autodestrucción.